# پاتریک کلاند
پاتریک کلاند (انگلیسی: Patric Klandt؛ زادهٔ ۲۹ سپتامبر ۱۹۸۳) بازیکن فوتبال اهل آلمان است.
از باشگاه‌هایی که در آن بازی کرده‌است می‌توان به باشگاه فوتبال اف‌اس‌وی فرانکفورت، باشگاه فوتبال هانزا روستوک، باشگاه فوتبال فرایبورگ، باشگاه فوتبال نورنبرگ، و باشگاه فوتبال وهن ویسبادن اشاره کرد.